# Atlanta Open 1979
Lo Atlanta Open 1979 è stato un torneo di tennis giocato sul cemento. È stata l'8ª edizione dell'Atlanta Open, che faceva parte del Colgate-Palmolive Grand Prix 1979. Si è giocato ad Atlanta negli Stati Uniti, dal 10 al 16 settembre 1979.

## Campioni

### Singolare
Eliot Teltscher ha battuto in finale  John Alexander con il punteggio di 6–3 4–6 6–2

### Doppio
Raymond Moore /  Ilie Năstase hanno battuto in finale  Steve Docherty /  Eliot Teltscher con il punteggio di 6–4, 6–2